# Viktor Fischer (Ringer)
Viktor Fischer (* 19. Oktober 1892 in Graz; † 1977) war ein österreichischer Ringer. Er errang den Weltmeistertitel 1920 in Wien.

## Werdegang
Viktor Fischer wuchs in Graz auf und begann dort als Jugendlicher mit dem Ringen. Bereits ab 1910 beteiligte er sich mit großen Erfolgen an vielen damals stattfindenden Meisterschaften. Er startete ab 1911 für den Wiener Sportklub im damals in Mitteleuropa üblichen griechisch-römischen Stil im Leicht- bzw. Mittelgewicht.
1912 und 1924 nahm er an den Olympischen Spielen in Stockholm bzw. Paris teil. In Stockholm gewann er im Leichtgewicht zwei Kämpfe, verlor aber die nächsten zwei Kämpfe und kam so unter 48 Teilnehmern auf den 15. Platz. In Paris startete er im Mittelgewicht und erreichte mit vier Siegen bei zwei Niederlagen einen hervorragenden 5. Platz.
Seinen größten Erfolg feierte Viktor Fischer bei der Weltmeisterschaft 1920 in Wien. Er gewann sechs Kämpfe und wurde in überlegenem Stil Weltmeister im Mittelgewicht. Bei den Europameisterschaften 1912 in Wien und 1913 in Budapest hatte Viktor schon jeweils eine Bronzemedaille im Leichtgewicht gewonnen.
1921 siedelte Viktor Fischer aus wirtschaftlichen Gründen nach Köln über und trat dem Kölner Klub für Kraftsport 1893 bei. Er war auch weiterhin sehr erfolgreich und wurde 1922 deutscher Kampfspiel-Sieger in Berlin, 1923 in Erfurt deutscher Meister im Mittelgewicht und 1926 erneut deutscher Kampfspiel-Sieger in Köln im Mittelgewicht.
Den österreichischen Meistertitel gewann Viktor Fischer 1912 im Leichtgewicht, 1919 im Mittelgewicht und 1924 im Halbschwergewicht. 1929 wanderte Viktor Fischer nach Paraguay aus. Da er aber das dortige Klima nicht vertrug, kehrte er schon 1930 nach Wien zurück. Nach dem Krieg lebte Viktor Fischer in der Albérstr. 9 in Graz, mit seiner aus Köln stammenden Ehefrau Emmy Fischer geborene Kirsch, bis zu seinem Tode.

### Erfolge
(OS = Olympische Spiele, WM = Weltmeisterschaft, EM = Europameisterschaft, GR = griechisch-römischer Stil, Le = Leichtgewicht, Mi = Mittelgewicht, damals bis 67,5/70 kg bzw. 75 kg Körpergewicht)
- 1911, 1. Platz, Meisterschaft der Alpenländer, GR, Le;
- 1912, 3. Platz, EM in Wien, GR, Le, hinter Oscar Kaplur, Russland und Rudolf Arsenschegg, Österreich und vor Paul Ribnikar und Josef Pospischil, bde. Österreich;
- 1912, 15. Platz, OS in Stockholm, GR, Le, mit Siegen über Frederick Hansen, Dänemark und Thorbjörn Frydenlund, Norwegen und Niederlagen gegen Gustaf Malmström, Schweden und Armas Laitinen, Finnland;
- 1913, 3. Platz, EM in Budapest, GR, Le, hinter Ödön Radvány, Ungarn und Gottfrid Svensson, Schweden und vor F. Radovszky, Ungarn, Karel Halik, Böhmen und Volmar Vikström, Finnland;
- 1913, 6. Platz, WM in Breslau, GR, Mi, hinter Georg Baumann, Russland, Edvin Fältström, Schweden, Heinrich Stiefel, Deutschland, Martin Klein, Russland und Ernst Johansson, Schweden;
- 1920, 1. Platz, WM in Wien, GR, Mi, vor Lorenz Koczanderle, Österreich, Philipp Heß, Deutschland, Albert Schmeisz, Ungarn, Josef Petrasek, Österreich und Richard Falkner, Deutschland;
- 1922, 1. Platz, Deutsche Kampfspiele in Berlin, GR, Mi, vor Fritz Bräun, Fürth und Fritz Eichblatt, Mainz;
- 1923, 1. Platz, Messe-Championat in Wien, GR, Le, vor Hermann Baruch, Deutschland, Mihály Matura, Ungarn und Ludwig Sesta, Österreich
- 1923, 1. Platz, Deutsche Meisterschaft in Erfurt, GR, Mi, vor Fritz Schürmann, Mülheim und Adolf Rieger, Berlin;
- 1924, 5. Platz, OS in Paris, GR, Mi, mit Siegen über Giuseppe Gorletti, Italien, Andrea Gargano, Italien, Sándor Kónyi, Ungarn und Oldřich Pštros, Tschechoslowakei und Niederlagen gegen Arthur Lindfors, Finnland und Roman Steinberg, Estland;
- 1926, 1. Platz, Deutsche Kampfspiele in Köln, GR, Mi, vor Fritz Schürmann und Alfred Kaspar, Koblenz